# Los árboles mueren de pie (película)
Los árboles mueren de pie es una película de Argentina realizada en 1951, dirigida por Carlos Schlieper, con guion del dramaturgo Alejandro Casona basada en su obra teatral homónima. El filme, que combina la realidad y la fantasía. pertenece a la Época de Oro del Cine argentino. Una obra que pasa por la emoción, la risa, la ternura y el drama. Su rodaje original se encuentra en blanco y negro.

## Sinopsis
El señor Balboa (abuelo) tenía un nieto desalmado al que, en su momento, tuvo que echar de la casa (hecho que ocultó a su esposa). Desde entonces él mismo se hacía llegar cartas que en teoría se las mandaba su nieto a la abuela (su esposa). El nieto real decide volver a su hogar (en busca de dinero) pero el barco en el que venía naufraga. Balboa contrata a un imitador y hacedor de ilusiones benéficas en conjunto con una linda muchacha, para que finja ser el nieto perdido y "su feliz esposa" ante la abuela, los alecciona y logra que den el pego. Pero... llega por sorpresa Mauricio, el malvado nieto (verdadero) que no ha muerto como se creía. Por fin, la abuela se entera del engaño, pero decide no comentarlo al imitador ni a la muchacha, como agradecimiento por los días felices que le han hecho vivir, y, en definitiva, con el mismo objetivo que la pareja y la substitución de Mauricio habían ido a realizar allí: hacer realidad ilusiones.

## Actores
- Arturo García Buhr ... Falso Mauricio
- Amalia Sánchez Ariño ... Doña Eugenia
- Susana Campos ... Elisa
- José "Pepe" Cibrián ... Mauricio Balboa
- Elda Dessel ... Elena
- Zoe Ducós ... Isabel
- Francisco López Silva ...Fernando Balboa
- Carlos Enríquez ... X31
- Federico Mansilla
- Francisco Pablo Donadío
- Hilda Rey
- Aurelia Ferrer ... Genoveva
- Pablo Cumo

## Comentario
Se ha dicho de esta película alcanza en la pantalla la fuerza comunicativa y contagiosa simpatía que le valiera tanto suceso en los escenarios teatrales… en suma: una película argentina de calidad.